# Apoteosis de Cuauhtémoc
Apoteosis de Cuauhtémoc es uno de los trabajos del reconocido pintor muralista David Alfaro Siqueiros realizado durante los años de 1950 y 1951 dentro del Palacio de Bellas Artes.  

## Contexto histórico
Antes de la creación del mural había salido a la luz el supuesto descubrimiento de los restos de Cuauhtémoc en 1949 por la arqueóloga Eulalia Guzmán, dichos restos habían sido encontrados en Ixcateopan. Tras la noticia el jefe del Departamento de Artes Plásticas y subdirector general del Instituto Nacional de Bellas Artes durante el año de 1950, Fernando Gamboa, presentó ante Siqueiros el 14 de marzo del mismo año un convenio en el cual el artista debía hacer dos tableros haciendo referencia a la tortura que sufrió Cuauhtémoc a manos de los españoles (Tortura de Cuauhtémoc)  y el segundo haciendo referencia a una historia distinta; es decir, la Apoteosis de Cuauhtémoc. Ambos trabajos tuvieron lugar el mismo año en que Siqueiros firmó el convenio y se encuentran en el segundo piso de dicho recinto dentro del Palacio como parte de la exposición permanente de Siqueiros. El proceso de creación fue observado tanto por visitantes como por el personal del museo.
El díptico fue finalizado en el año de 1951 pero en distintas fechas. El segundo mural, que es la apoteosis fue terminado en abril mientras que el primero que representa la tortura, en agosto. Ese mismo mes, pero en el día 23, fueron inauguradas dichas obras por el secretario de educación pública de ese año, Manuel Gual Vidal.

## Características
El mural consiste en la recreación de un imaginario donde Cuauhtémoc usa una armadura estilo español barbado con un penacho azul en la cabeza y en la mano derecha sostiene una macana o macuahuitl apuntando hacia abajo. A su derecha se encuentra un centauro con el abdomen al descubierto, derribado por una lanza que atraviesa su pecho provocando que contornee su cuerpo hacia atrás y por debajo de este se encuentra un símbolo de un átomo. Toda la escena es llevada a cabo sobre la cima de un templo antiguo indígena. En toda la obra se conjugan colores cálidos, azulados y grisáceos que realzan la figura de Cuauhtémoc.

## Significado
Como contraposición de la primera parte del díptico, que es la tortura a la que Cuauhtémoc es sometido por los españoles, la segunda parte es una historia ficticia donde Cuauhtémoc es quien gana la lucha; esto es demostrado con la imagen del centauro derribado. El centauro es un símbolo que representa una combinación antropomorfa de los caballos con los españoles a la par de una alusión a la primera impresión del encuentro de los indígenas ante estos. La posición en la que se encuentra el mítico ser, atravesado por la lanza, alude a la derrota de los españoles; debajo de este se encuentra el símbolo del átomo representando el uso de la bomba atómica y los avances tecnológicos que realizaba Estados Unidos después de la posguerra.
La armadura que porta Cuauhtémoc representa la toma de las armas usadas por los fuertes, por los débiles, enfrentándolos con las mismas; la resistencia por parte de un líder valiente y fuerte de un pueblo oprimido y sometido por sus conquistadores. En este caso los españoles y en parte por el pueblo estadounidense logrando así el objetivo que era resaltar el personaje del famoso tlatoani como un símbolo heroico.